# Isla del Guindo
Isla del Guindo es una localidad ubicada en la comuna chilena de Santa Cruz, provincia de Colchagua.